# USS Saidor (CVE-117)
USS Saidor (CVE-117) là một tàu sân bay hộ tống lớp Commencement Bay được Hải quân Hoa Kỳ chế tạo trong Chiến tranh Thế giới thứ hai. Nó là chiếc tàu chiến duy nhất của Hải quân Mỹ được đặt theo làng Saidor thuộc tỉnh Madang ở Papua New Guinea, nơi diễn ra cuộc đổ bộ dưới tên gọi Chiến dịch Michaelmas vào năm 1943. Nhập biên chế khi Thế Chiến II đã kết thúc, con tàu chỉ phục vụ trong một thời gian ngắn trước khi xuất biên chế năm 1947. Đang khi trong thành phần dự bị, nó được xếp lại lớp như một tàu sân bay trực thăng CVHE-117 vào năm 1955, rồi như một tàu vận chuyển máy bay AKV-17 vào năm 1959, nhưng không bao giờ hoạt động trở lại, bị rút đăng bạ năm 1970 rồi tháo dỡ một năm sau đó.

## Thiết kế và chế tạo
Thoạt tiên dự định mang cái tên Saltery Bay, nó được đổi tên thành Saidorvào ngày 5 tháng 6 năm 1944 trước khi được đặt lườn tại xưởng tàu của hãng Todd Pacific Shipyards ở Tacoma, Washington vào ngày 29 tháng 9 năm 1944. Con tàu được hạ thủy vào ngày 17 tháng 3 năm 1945; được đỡ đầu bởi bà Walter F. Boone, và nhập biên chế vào ngày 4 tháng 9 năm 1945 dưới quyền chỉ huy của Hạm trưởng, Đại tá Hải quân A. P. Storrs.

## Lịch sử hoạt động
Sau khi hoàn tất việc chạy thử máy dọc theo vùng bờ Tây Hoa Kỳ, Saidor đã phục vụ tại Trân Châu Cảng từ ngày 12 tháng 12, 1945 đến ngày 20 tháng 3, 1946. Nó băng qua kênh đào Panama để đi sang vùng bờ Đông và hoạt động tại Norfolk, Virginia từ ngày 16 tháng 4 đến ngày 22 tháng 4, trước khi đi ngược kênh đào để quay trở lại vùng bờ Tây.
Khởi hành từ San Diego, California vào ngày 6 tháng 5, Saidor đi đến đảo san hô Bikini vào ngày 24 tháng 5, nơi nó hoạt động như một phòng thí nghiệm hình ảnh nhằm phục vụ cho Chiến dịch Crossroads, cuộc thử nghiệm hai quả bom nguyên tử vào các ngày 1 tháng 7 và 25 tháng 7. Con tàu đã phục vụ tráng rửa phim ảnh, ghi chép lại ảnh hưởng tàn phá khốc liệt của vũ khí nguyên tử trên những mục tiêu được lựa chọn ở những khoảng cách khác nhau. Nó rời vào ngày Bikini 4 tháng 8 để quay trở về San Diego, và ở lại đây cho đến năm 1947, khi con tàu được chuẩn bị cho ngừng hoạt động. Nó được cho xuất biên chế vào ngày 12 tháng 9, 1947 và đưa về Hạm đội Dự bị Thái Bình Dương, neo đậu tại San Diego.
Đang khi trong thành phần dự bị, Saidor được xếp lại lớp như một tàu sân bay trực thăng với ký hiệu lườn CVHE-117 vào ngày 12 tháng 6, 1955; rồi như một tàu vận chuyển hàng hóa và máy bay mang ký hiệu AKV-17 vào ngày 7 tháng 5, 1959, nhưng không bao giờ hoạt động trở lại. Tên nó được cho rút khỏi danh sách Đăng bạ Hải quân vào ngày 1 tháng 12, 1970; và con tàu được bán cho hãng American Ship Dismantlers tại Portland, Oregon vào ngày 22 tháng 10, 1971 để tháo dỡ.